# Citroën C4 (1928)
El C4 es un automóvil Citroën construido entre 1928 y 1930.

## Historia

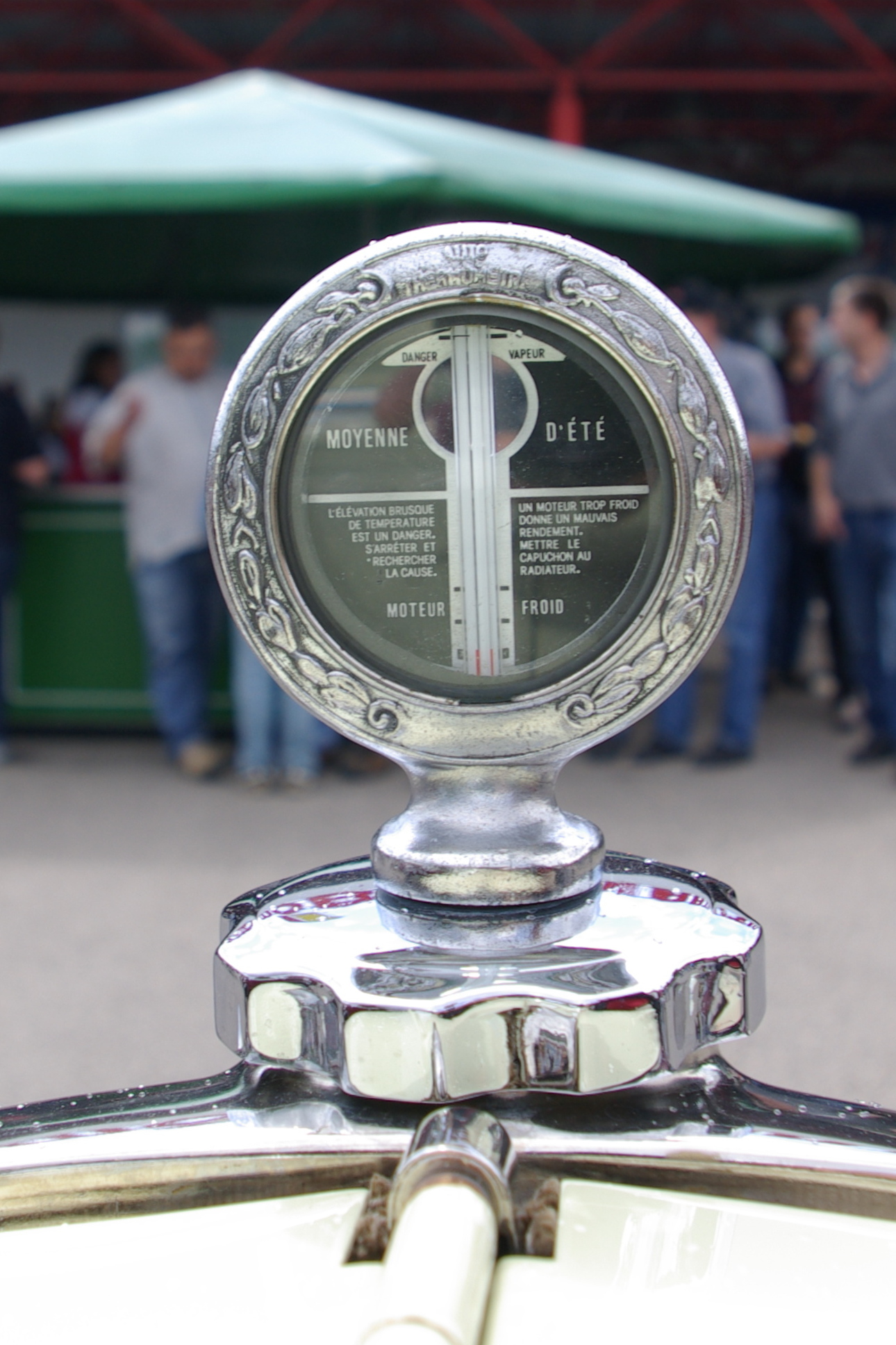
El termómetro de un C4, colocado sobre el tapón del radiador

El C4 fue presentado en el Salón de París de octubre de 1928. Respecto al B14, cuyas características ya lo presentaban como un modelo bastante moderno, el C4 puso en práctica una serie de soluciones todavía más innovadoras con respecto a la competencia. Utilizando la misma cadena de fabricación que el B14, su silueta se modernizó y se hizo más baja.
Las novedades concernían a la potencia del motor, que se incrementaba en un 40% a 3000 rpm: los cilindros estaban fundidos en un solo bloque y la refrigeración por agua se realizaba mediante una bomba de circulación. El encendido también se mejoró con un distribuidor Delco Remy. La carcasa de la caja de cambios era de hierro fundido y no de aluminio, y el marco se rigidizó mediante vigas transversales. Podía superar los 90 km/h.
El C4 es contemporáneo del C6, el modelo tope de la gama. Se denominó C4 III en el salón de octubre de 1929, recibiendo entonces mejoras de las que ya se había beneficiado el C6, como pistones de carrera más larga o juntas en el cardan. Posteriormente se lanzaron los modelos C4F en el Salón de 1930, y C4G en el Salón de 1931.
Finalmente, siete semiorugas C4F equipadas con el sistema Kégresse formaron el grupo «Pamir» en la expedición denominada "Croisière jaune" (Crucero amarillo) de abril de 1931 a marzo de 1932.
La parte delantera de los C4 y C6 sirvió a la empresa Michelin para diseñar los prototipos de los automotores sobre neumáticos también denominados "Micheline".

## Galería fotográfica

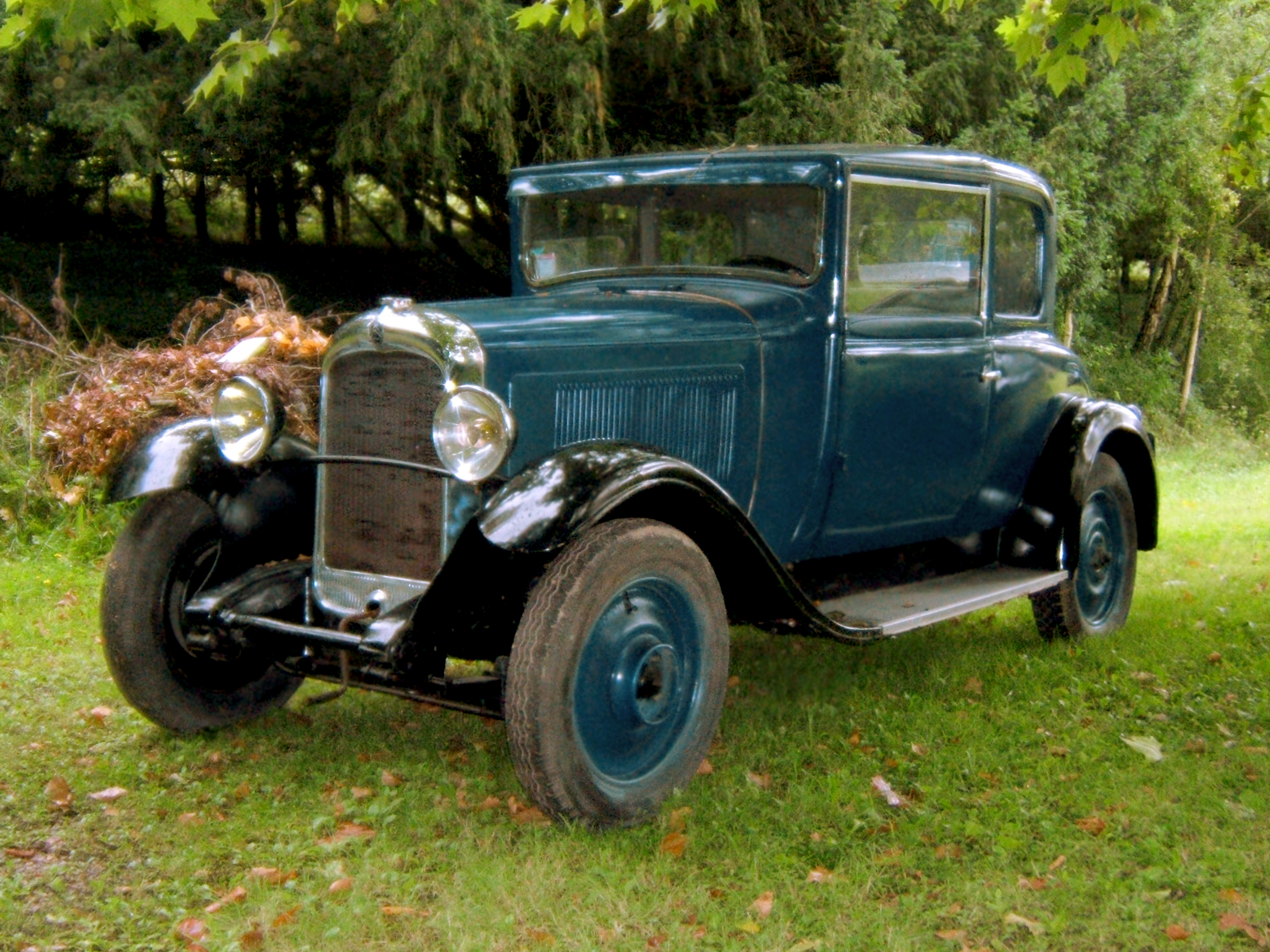
Citroën C4
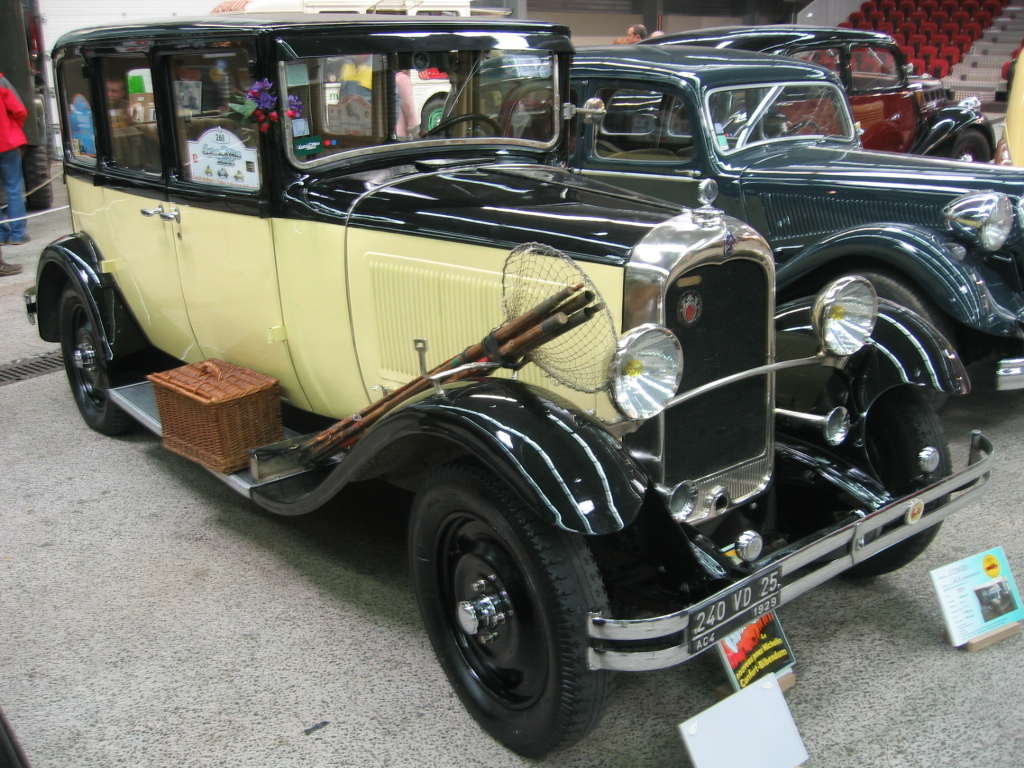
Citroën C4
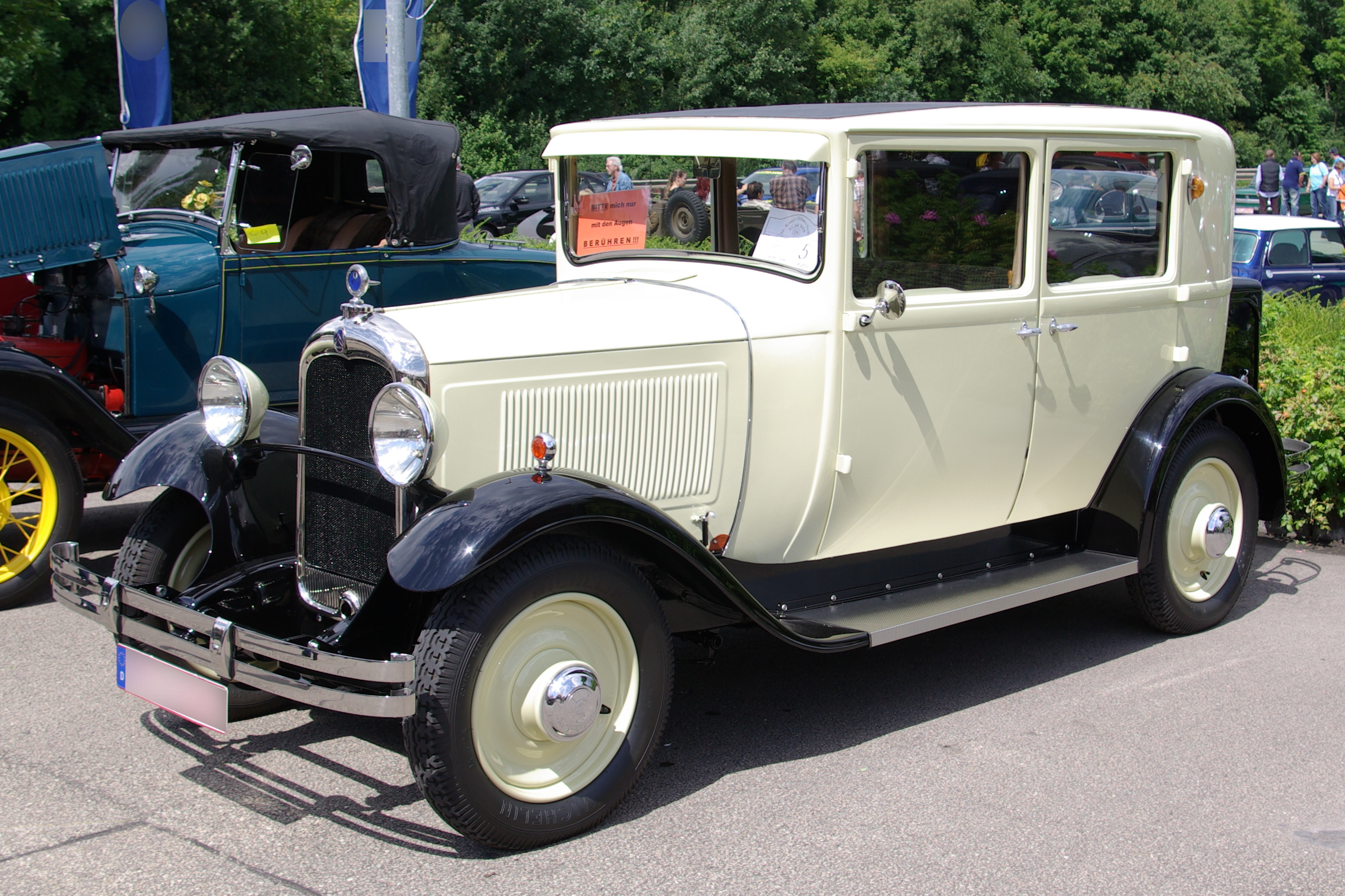
Citroën C4
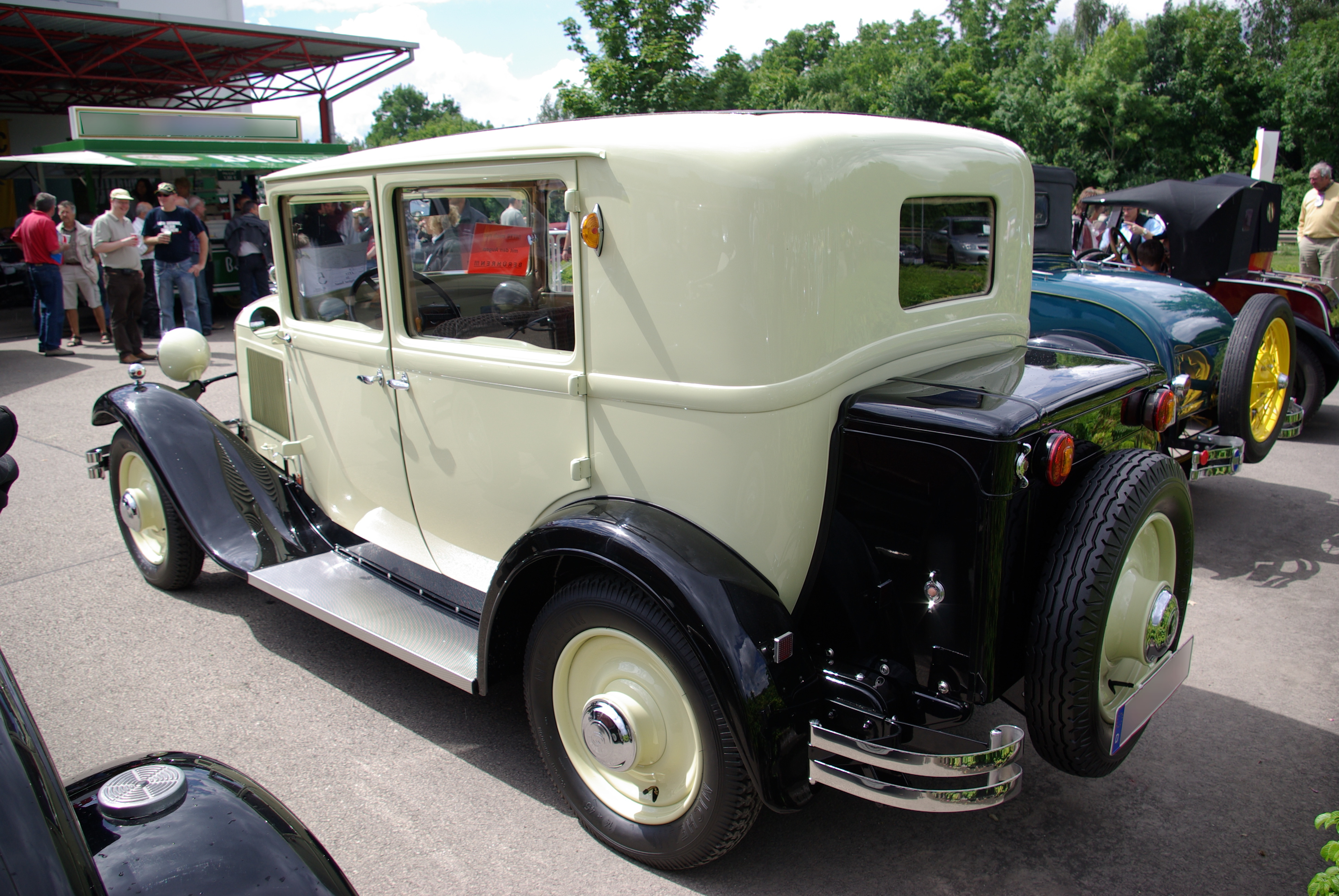
Citroën C4
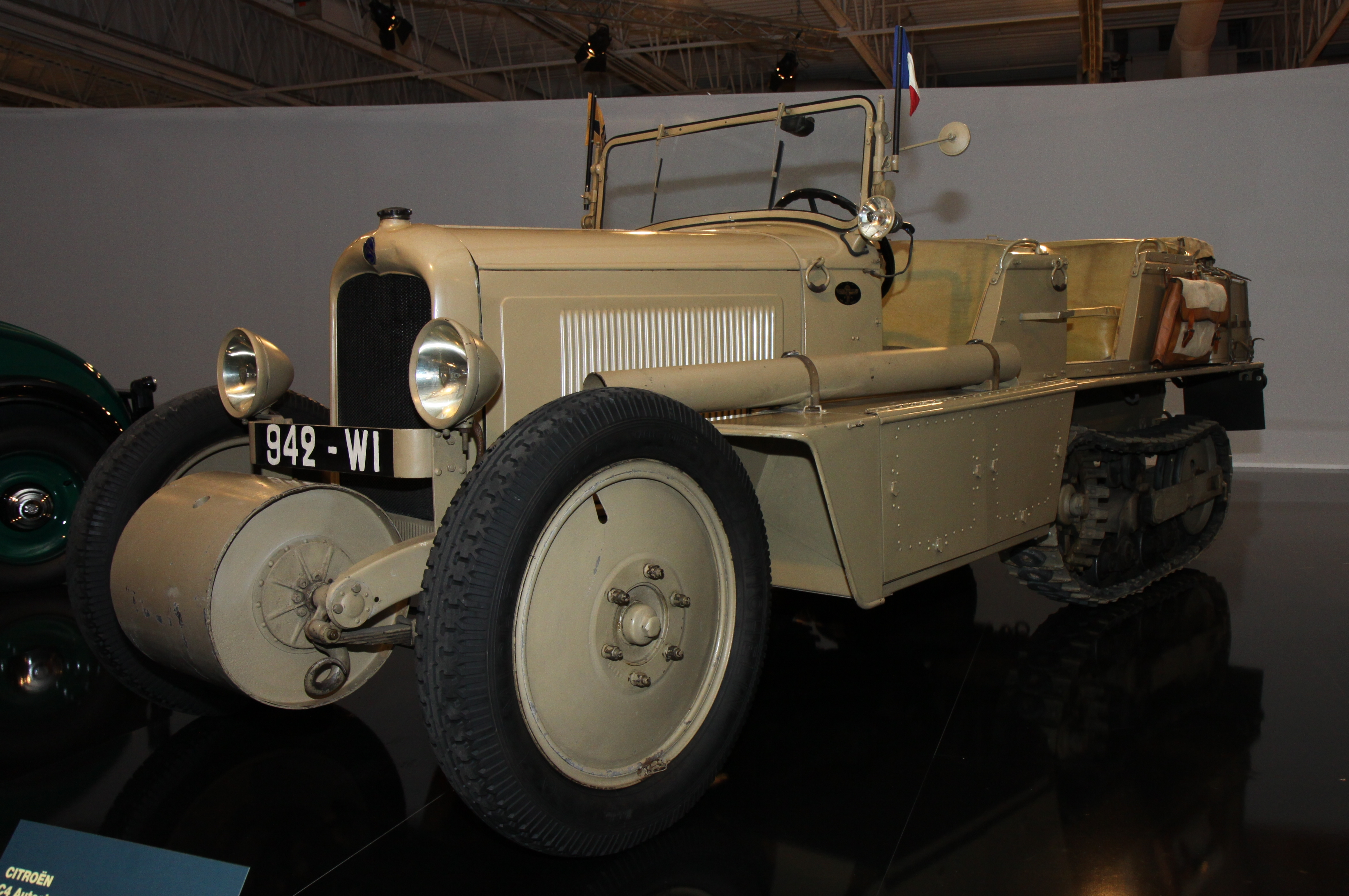
Citroën C4 Semioruga